# Kategorie stadionów UEFA
Kategoryzacja stadionów UEFA – system klasyfikacji stadionów piłkarskich w Europie, stworzony przez UEFA. Obecnie obowiązująca wersja systemu klasyfikacyjnego została zatwierdzona 24 marca 2010, a obowiązuje od 1 maja 2010. Zastąpiła ona regulacje obowiązujące od 1 czerwca 2007 do 30 kwietnia 2010. Zgodnie z aktualnymi przepisami, stadion może zostać zakwalifikowany – w porządku rosnącym – do jednej z 4 kategorii (1, 2, 3 lub 4) lub nie otrzymać żadnej z nich. Otrzymanie danej kategorii jest uzależnione od spełnienia określonych wymagań. Obecna klasyfikacja zastąpiła dawny system z najwyższym oznaczeniem Elite, który zastąpił klasyfikację 5 gwiazdek (szeregując rosnąco) z 2006. Przynależność stadionów do odpowiedniej kategorii wymagana jest do uczestnictwa w Lidze Mistrzów, Lidze Europy, mistrzostwach Europy oraz w eliminacjach do nich.

## Kryteria
Kategorie stadionów dopuszczonych do poszczególnych rund eliminacyjnych:
- Liga Mistrzów
  - kategoria 2 – I i II runda eliminacyjna
  - kategoria 3 – III runda eliminacyjna
  - kategoria 4 – od IV rundy eliminacyjnej do półfinału

- Liga Europy i Liga Konferencji
  - kategoria 2 – I i II runda eliminacyjna
  - kategoria 3 – III i IV runda eliminacyjna
  - kategoria 4 – od fazy grupowej do półfinału

Na mecze finałowe przeznaczone są specjalnie stadiony wybrane przez UEFA spośród 4 kategorii. Chociaż minimalna pojemność określona w regulacjach UEFA dla 4 kategorii wynosi 8000, jak dotychczas żaden stadion poniżej 40 000 nie został wybrany do organizacji finałów Ligi Europy UEFA, ani żaden stadion o pojemności mniejszej niż 60 000 nie został wybrany do organizacji finałów Ligi Mistrzów, od czasu wprowadzenia nowych zasad w 2006. Dotychczas najmniejszym obiektem dopuszczonym do finałów Ligi Mistrzów jest Ernst-Happel-Stadion o pojemności 50 865.
Po finałach Ligi Mistrzów w 2007, prezydent UEFA Michel Platini zarządził nową pojemność stadionów podczas finałów Ligi Mistrzów, Ligi Europy oraz mistrzostw Europy na średnim poziomie 70 000 widzów ze względów bezpieczeństwa. Zarówno Santiago Bernabéu oraz Wembley, goszczące odpowiednio finały Ligi Mistrzów w 2010 i 2011 posiadają pojemności większe niż 70 000 jak również Stadio Olimpico w Rzymie we Włoszech goszczący finały Ligi Mistrzów w 2009 mieści 90 000 widzów. Arena finałów w 2012 Allianz Arena mieści 69 000 widzów.
Jeżeli ruchomy dach jest zamontowany na stadionie, jego użycie będzie bezpośrednio konsultowane między delegaturą UEFA a przypisanym głównym arbitrem.
W 2009 na świecie istniały 23 stadiony skategoryzowane jako Elite.

## Kryteria szczegółowe
| Kryterium                               | Kategoria 1 | Kategoria 2 | Kategoria 3 | Kategoria 4 |
| --------------------------------------- | --- | --- | --- | --- |
| Pole gry                                | 100–105 m długości i 64–68 m szerokości | 100–105 m długości i 64–68 m szerokości | 105 m x 68 m | 105 m x 68 m |
| Szatnia                                 | — | — | min. 20 m², 2 prysznice, 1 toaleta, 6 krzeseł, stół | min. 20 m², 2 prysznice, 1 toaleta, 6 krzeseł, stół |
| Oświetlenie                             | wymagane jeśli transmisja z meczu będzie przeprowadzana                                                                                              | - min. 800 lx (przy stałych kamerach) lub 500 lx (przy ruchomych) - awaryjne zasilanie pozwalające na utrzymanie oświetlenia o 2/3 normalnej jasności | - min. 1200 lx (przy stałych kamerach) lub 800 lx (przy ruchomych) - awaryjne zasilanie pozwalające na utrzymanie oświetlenia o 2/3 normalnej jasności | - min. 1400 lx, jednolicie pokrywające całe pole gry włącznie z narożnikami - awaryjne zasilanie pozwalające na utrzymanie oświetlenia o jasności 800 lx                                                                          |
| Miejsca parkingowe                      | 20 strzeżonych miejsc dla VIP | 50 strzeżonych miejsc dla VIP | 100 strzeżonych miejsc dla VIP | 150 strzeżonych miejsc dla VIP |
| Miejsca dla widzów                      | dozwolone stojące | tylko siedzące | tylko siedzące | tylko siedzące |
| Dostęp i wyjścia                        | — | — | — | elektroniczny system kontroli dostępu, mechaniczny system liczący widzów dostarczający danych w czasie rzeczywistym i chroniący przed fałszowaniem biletów i przepełnieniem obiektu                                               |
| Pojemność                               | min. 200 | min. 1500 | min. 4500 | min. 8000 |
| Pokój kontroli                          | — | z dobrym przeglądem wnętrza stadionu, wyposażony w urządzenia komunikacyjne | z dobrym przeglądem wnętrza stadionu, wyposażony w urządzenia komunikacyjne | z dobrym przeglądem wnętrza stadionu, wyposażony w urządzenia komunikacyjne |
| System kamer CCTV                       | — | — | — | kamery wewnątrz i na zewnątrz stadionu, z możliwością zatrzymania obrazu, kolorowe monitory w pokoju kontroli |
| Miejsca VIP                             | min. 50 krzesełek w tym 10 dla gości, | min. 100 krzesełek w tym 20 dla gości | min. 250 krzesełek w tym 50 dla gości | - min. 500 krzesełek w tym 100 dla gości - pojedyncza zastrzeżona strefa gościnna o powierzchni 400 m² zlokalizowana tak blisko jak to jest możliwe sektora VIP                                                                   |
| Przestrzeń pracy mediów                 | min. 50 m² | min. 100 m² z miejscami dla min. 50 dziennikarzy, | - min. 100 m² z miejscami dla min. 50 dziennikarzy, - w pełni wyposażona przestrzeń pracy dla min. 15 fotografów, jeśli to możliwe osobna | - min. 200 m² z miejscami dla min. 75 dziennikarzy, - w pełni wyposażona przestrzeń pracy dla min. 15 fotografów, jeśli to możliwe osobna                                                                                         |
| Główna platforma dla kamer              | min. 4 m², mieszcząca 1 kamerę | min. 6 m², mieszcząca 2 kamery | min. 6 m², mieszcząca 2 kamery | min. 10 m², mieszcząca 4 kamery |
| Miejsca dla prasy                       | min. 20 miejsc, z czego 5 z pulpitami | min. 20 zadaszonych miejsc, z czego 10 z pulpitami | min. 50 zadaszonych miejsc, z czego 25 z pulpitami | min. 100 zadaszonych miejsc, z czego 50 z pulpitami |
| Miejsca dla komentatorów radiowych i TV | min. 2 stanowiska | min. 3 stanowiska | min. 5 stanowisk | min. 25 stanowisk |
| Studia TV                               | min. 1 pomieszczenie dające się użyć jako studio TV                                                                                                  | min. 1 studio TV o wymiarach 5 m x 5 m i wysokości 2,30 m | min. 2 studia TV o wymiarach 5 m x 5 m i wysokości 2,30 m | - min. 2 studia TV o wymiarach 5 m x 5 m i wysokości 2,30 m, przynajmniej jedno z nich musi umożliwiać prezentację z widokiem na płytę stadionu - min. 4 miejsca do szybkich wywiadów o rozmiarach 2,5 m x 2,5 m                  |
| Miejsce dla wozu transmisyjnego         | 100 m² | 200 m² | 200 m² | 1000 m² |
| Pokój konferencyjny i strefa mieszana   | pokój konferencyjny na terenie stadionu, jeśli na stadionie znajduje się pomieszczenie dla pracy mediów to pokój konferencyjny może być jego częścią | - pokój konferencyjny na terenie stadionu, wyposażony w stół, platformę dla kamery, podium, split box, nagłośnienie i krzesła, - miejsca dla min. 30 dziennikarzy - dostęp do przestrzeni między szatniami a miejscem postoju autobusów drużyn dającej się użyć jako strefa mieszana | - pokój konferencyjny na terenie stadionu, wyposażony w stół, platformę dla kamery, podium, split box (?), nagłośnienie i krzesła, - miejsca dla min. 50 dziennikarzy - dostęp do przestrzeni między szatniami a miejscem postoju autobusów drużyn dającej się użyć jako strefa mieszana | - pokój konferencyjny na terenie stadionu, wyposażony w stół, platformę dla kamery, podium, split box (?), nagłośnienie i krzesła, - miejsca dla min. 75 dziennikarzy - zadaszona strefa mieszana mieszcząca min. 50 dziennikarzy |

Oprócz wyżej wymienionych regulacji istnieją elementarne wymagania wspólne dla wszystkich 4 kategorii.